# Hillested
Hillested – miasto w Danii, w regionie Zelandia, w gminie Lolland.